# 張国燾

張 国燾（ちょう こくとう）は、近代中国の政治家、革命家。長征中に造反し、その後共産党を除名された。字は榿陰。別名は特立。号は凱音、克仁。

## 経歴
- 1897年 - 江西省に生まれる。裕福な家庭で生まれ、学業成績は優秀であったという。
- 1916年 - 北京大学入学。同年五四運動参加
- 1920年 - 北京共産主義グループに参加
- 1921年 - 第一回共産党大会（中共一大会議）出席、中央委員に選出（党歴の開始）
- 1938年 - 4月共産党除名（党歴の終了）
- 1949年 - 香港に脱出、ブラジル・カナダへ移住、カナダで亡命。
- 1979年 - トロントにて病没。

## 党歴
- 1921年 - 第一回共産党大会に北京代表として出席、中央委員に選出されると同時に労働組合書記部主任を兼務。
- 1922年 - 第一回極東諸民族大会(コミンテルン主催)出席のためモスクワ入り。レーニンと会談。
- 1924年 - 第一次国共合作時中国国民党第一回全国大会にて国民党中央執行委員候補人に選出される。同年5月北京にて北洋軍閥政府に逮捕され、転向したとして出獄。
- 1927年 - 南昌起義に参加
- この間、第二回・第4回・第5回・第6回共産党大会において中央執行委員、中央政治局員、湖北省委員会書記などを歴任。
- 1935年 - 長征に参加、同年9月中央軍から相当数の兵力を維持して分裂、中共中央を自称。
- 1936年 - 中共に再合流。
- 1937年 - 陝甘寧辺区政府副主席
- 1938年 - 4月国民党へ転向、4月18日共産党除名。

## 思想
そもそも毛沢東や朱徳と異なり、農村の出身者ではなかった。北京大学在学中は学生運動家ではあったものの、共産主義者ではなかった。五四運動の高まりの中で、急速に民族意識を高めていったと思われるが、当時最先端の革命思想であるマルクス主義に触れたのもこのころであろう。都会派であり、モスクワ在留で中国共産党中央執行委員を務めたのも彼が最初であった（第6回大会、1928年）。このため、毛沢東の主張する「農村で都市を包囲する」中国革命の手法に共感できなかったと思われる。

## 評価
中国共産党は「建党の功労者」であり、「最初の反逆者」であり、「極左冒険主義者」であり、「右傾修正主義者」と、非常に明快に定義・評価している。しかし、南昌起義の無謀さを指摘したのも張国燾であり、長征の目的地を陝西省延安にすることに異を唱えたのも彼であった。南昌起義に対する彼の態度と、長征に対する彼の態度は、それぞれ相反的である。

### 南昌起義 について
1927年7月30日、共産党は南昌を軍事的に占領したが、これは何を目的としたものか。当時国民党は北伐の真っ最中であり、ここで武装蜂起しても国民党軍は戦力を南昌に差し向ける余裕はないと踏んだのか。仮に南昌を短期間維持できたとして、その後の展開をどう進めるのか。張国燾は周恩来に対して、これらを論難したのであり、革命そのものを否定したわけではなかった。
結果として8月1日に武装蜂起を起こしたものの3日には早くも撤退することになり、以後周恩来は都市の維持には広大な農村部の共産化・根拠地化は避けて通れないと考え、毛沢東路線に追随する。他方張国燾は、周到な準備と計画があればロシアのような都市からの革命は可能であると考えるようになった。

### 長征をめぐって
長征開始はもはや避け得ないとして、張国燾は長征そのものには反対していない。しかし北進を主張する党首脳部に対し張は南進・根拠地建設を主張、遵義会議で決定された毛沢東路線の選択および毛沢東の指導権の確立に対しても反対した。この対立は、朱徳・劉伯承らの戦略的観点による南進による根拠地の再確立と任弼時・賀龍らの戦術的観点による北部への転進の論争でもあった。
結果として一部の部隊が南進するものの強力な国民党勢力に阻まれることになり北進に転ずることになるが、張の主張通り一致して南下すれば或いは果たして貴州・広西・広東を掌握できていただろうか疑問は残る。また、その代償として甘粛・陝西を失った可能性は否定できないであろう。